# ژلزنودوروژنایا کازارما ۵۴۳ کم
ژلزنودوروژنایا کازارما ۵۴۳ کم (به لاتین: Zheleznodorozhnaya Kazarma 543 km) یک منطقهٔ مسکونی در روسیه است که در سرزمین آلتای واقع شده‌است.